# Plounévez-Quintin
Plounévez-Quintin is een gemeente in het Franse departement Côtes-d'Armor, in de regio Bretagne. De plaats maakt deel uit van het arrondissement Guingamp. Plounévez-Quintin telde op 1 januari 2022 1.057 inwoners.

## Geografie
De oppervlakte van Plounévez-Quintin bedroeg op 1 januari 2022 42,89 vierkante kilometer; de bevolkingsdichtheid was toen 24,6 inwoners per km².
De onderstaande kaart toont de ligging van Plounévez-Quintin met de belangrijkste infrastructuur en aangrenzende gemeenten.

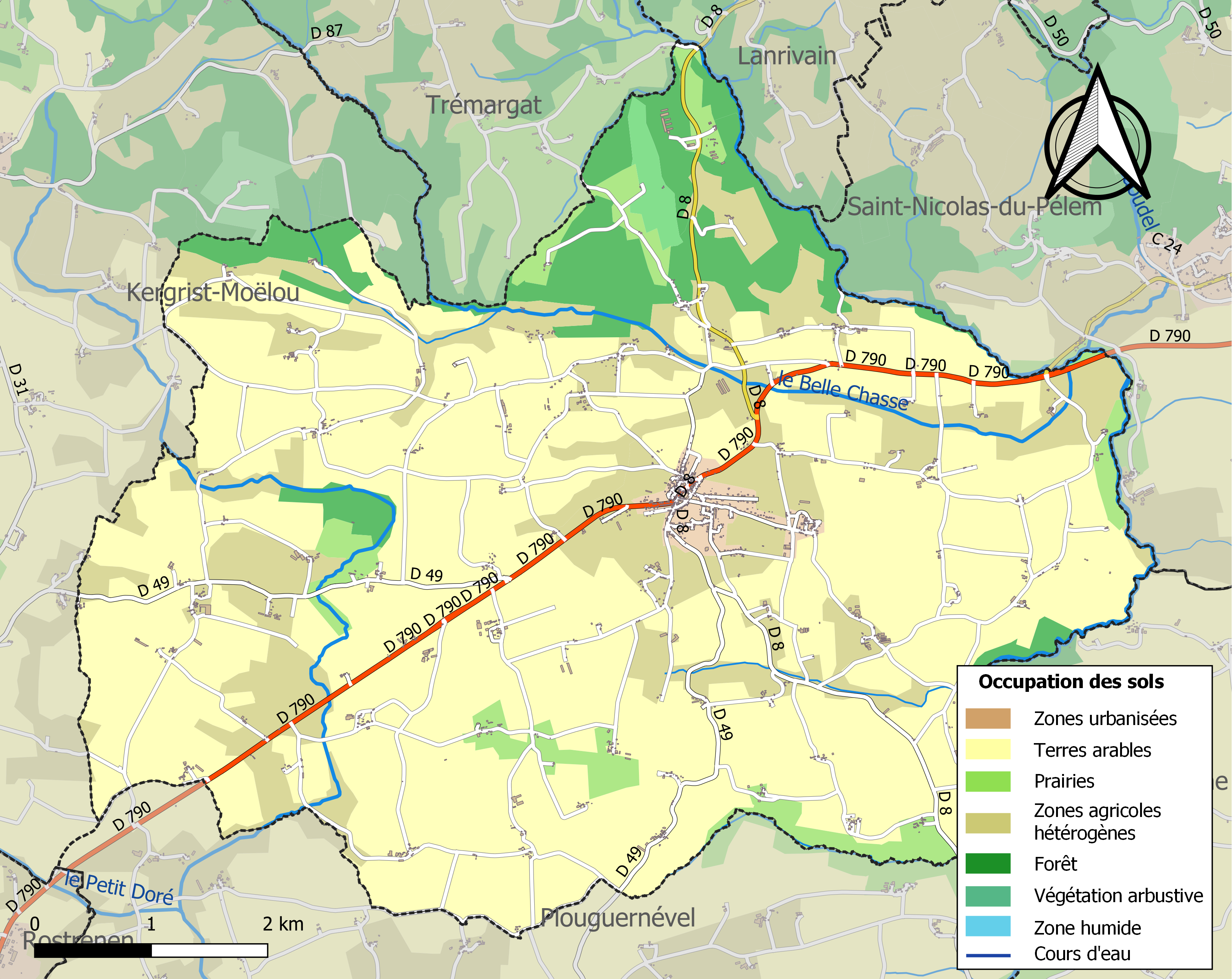

## Demografie
Onderstaande figuur toont het verloop van het inwonertal (bron: INSEE-tellingen). 